# Rindgenaria
Rindgenaria là một chi bướm đêm thuộc họ Geometridae.